# Hacıhüseynli
Hacıhüseynli är en ort i Azerbajdzjan.   Den ligger i distriktet Quba Rayonu, i den nordöstra delen av landet, 160 km nordväst om huvudstaden Baku. Hacıhüseynli ligger 258 meter över havet och antalet invånare är 1 731.
Terrängen runt Hacıhüseynli är lite kuperad. Runt Hacıhüseynli är det ganska glesbefolkat, med 48 invånare per kvadratkilometer.. Närmaste större samhälle är Xaçmaz, 13,1 km öster om Hacıhüseynli.
Trakten runt Hacıhüseynli består till största delen av jordbruksmark.